# Podjales
Podjales är en ort i Kroatien.   Den ligger i länet Zagrebs län, i den nordöstra delen av landet, 40 km öster om huvudstaden Zagreb. Podjales ligger 110 meter över havet och antalet invånare är 190.
Terrängen runt Podjales är huvudsakligen platt. Podjales ligger nere i en dal. Runt Podjales är det ganska glesbefolkat, med 48 invånare per kvadratkilometer. Närmaste större samhälle är Sveti Ivan Zelina, 19,8 km väster om Podjales. Omgivningarna runt Podjales är en mosaik av jordbruksmark och naturlig växtlighet.